# 保護證人組 (香港海關)
保護證人組於2006年成立，隸屬於香港海關情報及調查處，主要責任為保護證人；如果證人遭受實質恐嚇，證人保護任務將會交由香港警務處保護證人組負責。

## 組織
保護證人組有逾30名人員，當中包括4名女性人員，全部屬於兼任性質，於有需要時才徵召集合。

## 歷史
2000年代，香港海關所處理的案件愈趨複雜，不少涉及有組織及嚴重罪行，曾經有香港市民及海外人士於認人及於法庭作供時，憂慮會遭受到滋擾，而尋求海關保護。
為了加強證人保護的專業性，香港海關遂決定組織保護證人組，於2005年保送4名督察和4名關員，在香港警務處接受為期3週的基本證人保護訓練及為期8週的深入證人保護訓練。
至2006年1月，香港海關在警務處保護證人組訓練小隊協助下舉行內部訓練，為22名從逾300名投考者中挑選出來的人員提供訓練後，保護證人組亦正式成立。

## 遴選訓練
投考人成功通過遴選選，需要接受由香港警務處保護證人組提供、為期3週的基本證人保護訓練及為期8週的深入證人保護訓練，內容包括槍械使用、保護理論及戰術、徒手控制技巧、急救技巧及體能訓練等。 

## 裝備
下列為已經曝光、記錄過或公開過的裝備。

### 槍械
| 型號                   | 類型       | 產地   |
| ---------------------- | ---------- | ------ |
| 格洛克19               | 半自動手槍 | 奥地利 |
| 雷明登870泵動式霰彈槍  | 霰彈槍     | 美国   |
| HK MP5SFA3半自動卡賓槍 | 衝鋒槍     | 德国   |

### 其他
- 面罩連氧氣樽

## 相關參見
- 要員保護組
- 特別任務連
- 保護證人組
- 證人保護及槍械組

## 外部連結
- 保護證人合作無間 （页面存档备份，存于）